# Johor (Fluss)
Der Johor (malaiisch Sungai Johor) ist ein Fluss am Südostende der malaiischen Halbinsel im Bundesstaat Johor.

## Verlauf
Der 122,7 km Lange Fluss entspringt am Berg Gemuruh. Die letzten 20 km des Flussbetts verlaufen durch Mangrovenwald. An der Mündung hat er eine Breite von etwa 3,5 km.

## Überschwemmungen
Der Johor machte zum Jahreswechsel 2006–2007 Schlagzeilen, als nach einem Starkregenereignis in der Region annähernd 100.000 Menschen um die Stadt Kota Tinggi evakuiert werden mussten.